# ستيوارت سوتكليف
ستيوارت فيرجوسون فيكتور سوتكليف (بالإنجليزية: Stuart Sutcliffe)‏ كان مو مواليد اسكتلندا، موسيقي معروف كان يعزف آلة الباس غيتار البيس في فرقة البيتلز. سوتكليف ترك الفرقة لكي يكمل مسيرته كفنان، ارتاد جامعة الفنون بلفربول Liverpool College of Art [الإنجليزية] هو وجون لينون جون لينون لهم الفضل في اسم البيتلز Beetles و توفى في عام 1962 و هو في العمر 21 في هامبورغ، ألمانيا ولأسباب غير معروفة ولكنها بدأت من إصابة في الرأس. و كان مخطوب من أستريد كيرشير Astrid Kirchherr [الإنجليزية] مصورة معروفة. و كانوا يطلقوا عليه لقب «البيتلز الخامس».

## روابط خارجية
- ستيوارت سوتكليف على موقع IMDb (الإنجليزية)
- ستيوارت سوتكليف على موقع الموسوعة البريطانية (الإنجليزية)
- ستيوارت سوتكليف على موقع ميوزك برينز (الإنجليزية)
- ستيوارت سوتكليف على موقع إن إن دي بي (الإنجليزية)
- ستيوارت سوتكليف على موقع أول ميوزيك (الإنجليزية)
- ستيوارت سوتكليف على موقع ديسكوغز (الإنجليزية)